# Hirofumi Fukuzawa
Hirofumi Fukuzawa (福沢 博文 Fukuzawa Hirofumi?, nacido el 7 de febrero de 1970 en Nagano)  es un actor japonés. Está afiliado con Red Action Club y anteriormente lo estaba con Japan Action Enterprise. Es mayormente conocido por su trabajo en la saga Super Sentai como un actor de traje. Está casado con la ex-actriz de traje Naoko Kamio.

## Filmografía

### Super Sentai Series
- Chōjū Sentai Liveman (1988-1989) - Red Falcon, Jimmers
- Kōsoku Sentai Turboranger (1989-1990) - Soldados Wular
- Chikyū Sentai Fiveman (1990-1991) - Five Red, Soldados Batzler
- Kyōryū Sentai Zyuranger (1992-1993) - Tyranno Ranger
- Gosei Sentai Dairanger (1993–1994) - Ryuuseioh
- Chōriki Sentai Ohranger (1995-1996) - Machine Beasts, Oh Red (sub)
- Gekisō Sentai Carranger (1996-1997) - Zelmoda, Red Racer (sub), Emperor Exhaus
- Seijū Sentai Gingaman (1998-1999) - Budoh, Ginga Red (sub), Biznella
- Kyūkyū Sentai GoGo-V (1999-2000) - Cobolda, Go Red (sub)
- Hyakujū Sentai Gaoranger (2001-2002) - Gao Red, Gao Muscle, Gao Hunter
- Ninpū Sentai Hurricaneger (2002-2003) - Hurricane Red, Gouraijin
- Bakuryū Sentai Abaranger (2003-2004) - Aba Red, Killer-Oh
- Tokusō Sentai Dekaranger (2004-2005) - Deka Red, Deka Base Robo, Gyoku Rou
- Mahō Sentai Magiranger (2005-2006) Magi Green, Magi Taurus, Lunagel, Magi King, Magi Legend, Titan (principal)
- GōGō Sentai Bōkenger (2006-2007) - Bouken Red, Daitanken
- Jūken Sentai Gekiranger (2007-2008) - Geki Red, Geki Tohja, Geki Fire
- Engine Sentai Go-onger (2008-2009) - Go-on Red, Engine-Oh
- Samurai Sentai Shinkenger (2009-2010) - Shinken Red, Shinkenoh
- Tensō Sentai Goseiger (2010-2011) - Gosei Blue, Gosei Ultimate
- Kaizoku Sentai Gokaiger (2011-2012) - Gokai Red

### Kamen Rider Series
- Kamen Rider Kuuga (2000-2001) - Gurongi
- Kamen Rider 555 (2003–2004) - Kamen Rider Faiz (sub)
- Kamen Rider Kabuto (2006–2007) - ZECTroopers
- Kamen Rider Kiva (2008–2009) - Fangire
- Kamen Rider Decade (2009) - Shinken Red, Kamen Rider Faiz, Kamen Rider Kabuto, Taurus Ballista
- Kamen Rider × Kamen Rider × Kamen Rider The Movie: Cho-Den-O Trilogy: Episode Yellow: Treasure de End Pirates (2010) - Kamen Rider Kabuki
- Kamen Rider W Returns: Kamen Rider Accel (2011) - Kamen Rider Accel

### Metal Hero Series
- B-Robo Kabutack (1997-1998) - Spidon (Supermodo)

### Chouseishin Series
- Chouseishin Gransazer (2003-2004) - Sazer Tarious
- Genseishin Justirisers (2004-2005) - Riser Glen
- Chousei Kantai Sazer-X (2005-2006) - Lio-Sazer

### Ultraseries
- Ultraman Gaia (1998-1999) - Ultraman Gaia (sub)
- Ultraman Max (2005-2006) - Ultraman Max (sub)
- Superior Ultraman 8 Brothers (2008) - Ultraman Gaia

### Otros papeles
- Gamera 3: Jyashin Iris Kakusei (1999) - Gamera
- Man, Next Natural Girl: 100 Nights In Yokohama (1999)